# Obrov
Obrov je naselje na Krasu v Občini Hrpelje - Kozina na cesti Trst–Reka.